# Shane Alexander, 2. Earl Alexander of Tunis
Shane William Desmond Alexander, 2. Earl Alexander of Tunis (* 30. Juni 1935) ist ein britischer Peer und Politiker der Conservative Party. Er war 1969 bis 1999 Mitglied des House of Lords.

## Leben
Shane Alexander ist das zweite von vier Kindern und der älteste Sohn des Feldmarschalls Harold Alexander (1891–1969), der unter anderem zwischen 1946 und 1952 Generalgouverneur von Kanada sowie von 1952 bis 1954 Verteidigungsminister war und für seine Verdienste 1946 zunächst als Viscount Alexander of Tunis, sowie 1952 als Earl Alexander of Tunis und Baron Rideau, zum erblichen Peer erhoben wurde. Seine Mutter ist Lady Margaret Diana Bingham (1905–1977), die jüngere Tochter des konservativen Politikers George Bingham, 5. Earl of Lucan (1860–1949). Er selbst besuchte die renommierte Harrow School sowie das Internat Ashbury College in Ottawa. Als Heir apparent seines Vaters führte er ab 1952 den Höflichkeitstitel Lord Rideau. Er absolvierte eine Kadettenausbildung und trat 1954 als Second Lieutenant in das Gardeinfanterieregiment Irish Guards ein. Er wurde 1956 zum Lieutenant befördert und schied 1958 aus dem aktiven Dienst aus.
Beim Tod seines Vaters am 16. Juni 1969 erbte Shane Alexander dessen Adelstitel als 2. Earl Alexander of Tunis. Er wurde dadurch Mitglied des Oberhauses (House of Lords), wo er sich der Fraktion der Conservative Party anschloss und dem er bis zur Abschaffung erblicher Parlamentssitze durch den House of Lords Act 1999 angehörte. Am 8. Januar 1974 übernahm die Funktion als Lord-in-Waiting und war damit bis zum Ende der Amtszeit des Kabinetts Heath am 4. März 1974 Parlamentarischer Geschäftsführer (Whip) der regierenden Tory-Fraktion.
Zwischen 1980 und 2015 war er Direktor des in Toronto ansässigen Unternehmens Pathfinder Financial Corporation sowie von 1981 bis 2016 ferner Direktor der International Hospitals Group.
Shane Alexander heiratete am 14. Juli 1971 in erster Ehe Hilary van Geest, Tochter von John van Geest. Diese kinderlos gebliebene Ehe wurde 1976 geschieden. Fünf Jahre später heiratete er am 22. Juli 1981 in zweiter Ehe Hon. Davinia Mary Woodhouse (* 1955), jüngste Tochter von James Allen David Woodhouse, 4. Baron Terrington (1915–1998) und Suzanne Irwin (1919–2011). Seine zweite Gattin war von 1979 bis 2002 Hofdame (Extra Lady-in-Waiting) für Prinzessin Margaret, Countess of Snowdon. Aus dieser Ehe gingen die beiden Töchter Lady Rose Margaret Alexander (* 1982) und Lady Lucy Caroline Alexander (* 1984) hervor. Lady Rose Alexander ist seit 2015 mit James Hardinge Houssemayne Du Boulay (* 1972) verheiratet, während Lady Lucy Alexander seit 2012 mit James Shaun Christian Welbore Ellis Agar, 7. Earl of Normanton (* 1982) verheiratet ist. Da Shane Alexander, 2. Earl of Tunis, somit ohne männlichen Nachkommen ist, ist sein jüngerer Bruder Brian James Alexander (* 1939) derzeitiger voraussichtlicher Titelerbe (Heir Presumptive).